# 12309 Tommygrav
12309 Tommygrav eller 1992 DD3 är en asteroid i huvudbältet som upptäcktes den 25 februari 1992 av Spacewatch vid Kitt Peak-observatoriet. Den är uppkallad efter den norske astronomen Tommy Grav.
Asteroiden har en diameter på ungefär 9 kilometer.